# Équipe de Pologne de football à la Coupe du monde 2006
L'équipe de Pologne de football s'est qualifiée pour la Coupe du monde de football de 2006. Elle est l'une des deux favorites du groupe A avec l'Allemagne, mais rate le coche et est éliminée à cause d'une première défaite contre l'Équateur suivie d'une seconde pendant les arrêts de jeu contre l'Allemagne. La Pologne parvient néanmoins à sauver l'honneur en battant le Costa Rica.

## Qualifications
| Groupe 6   | Groupe 6        | Groupe 6   | Groupe 6   | Groupe 6   | Groupe 6   | Groupe 6   | Groupe 6   | Groupe 6   | Groupe 6   | Groupe 6        | Groupe 6  | Groupe 6  | Groupe 6  | Groupe 6  | Groupe 6  | Groupe 6  |
| Classement | Classement      | Classement | Classement | Classement | Classement | Classement | Classement | Classement | Classement | Résultats       | Résultats | Résultats | Résultats | Résultats | Résultats | Résultats |
| ---------- | --------------- | ---------- | ---------- | ---------- | ---------- | ---------- | ---------- | ---------- | ---------- | --------------- | --------- | --------- | --------- | --------- | --------- | --------- |
|            | Nation          | Pts        | J          | G          | N          | P          | BP         | BC         | Diff       | Nation          | ANG       | POL       | AUT       | IRL       | GAL       | AZE       |
| 1          | Angleterre      | 25         | 10         | 8          | 1          | 1          | 17         | 5          | +12        | Angleterre      |           | 2-1       | 1-0       | 4-0       | 2-0       | 2-0       |
| 2          | Pologne         | 24         | 10         | 8          | 0          | 2          | 27         | 9          | +18        | Pologne         | 1-2       |           | 3-2       | 1-0       | 1-0       | 8-0       |
| 3          | Autriche        | 15         | 10         | 4          | 3          | 3          | 15         | 12         | +3         | Autriche        | 2-2       | 1-3       |           | 2-0       | 1-0       | 2-0       |
| 4          | Irlande du Nord | 9          | 10         | 2          | 3          | 5          | 10         | 18         | -8         | Irlande du Nord | 1-0       | 0-3       | 3-3       |           | 2-3       | 2-0       |
| 5          | Pays de Galles  | 8          | 10         | 2          | 2          | 6          | 10         | 15         | -5         | Pays de Galles  | 0-1       | 2-3       | 0-2       | 2-2       |           | 2-0       |
| 6          | Azerbaïdjan     | 3          | 10         | 0          | 3          | 7          | 1          | 21         | -20        | Azerbaïdjan     | 0-1       | 0-3       | 0-0       | 0-0       | 1-1       |           |

## Maillot
Le maillot de l'équipe de Pologne est fourni par l'équipementier Puma.
| Couleurs | Blanc et rouge |
| Marque   | Puma           |
| Domicile | Extérieur      |

## Effectif
Le 15 mai 2006, le sélectionneur polonais, Paweł Janas, a annoncé une liste composée de vingt-trois joueurs pour le mondial. Le 22 mai, le milieu de terrain Damian Gorawski de l'équipe FK Moscou est remplacé par le défenseur Bartosz Bosacki de Lech Poznań.
| Numéro / Nom | Numéro / Nom        | Club                 | Date de naissance | J.              | Buts            |                 |                 |                 |
| Gardiens de but | Gardiens de but     | Gardiens de but      | Gardiens de but   | Gardiens de but | Gardiens de but | Gardiens de but | Gardiens de but | Gardiens de but |
| --- | ------------------- | -------------------- | ----------------- | --------------- | --------------- | --------------- | --------------- | --------------- |
| 1 | Artur Boruc         | Celtic Glasgow       | 20.02.1980        | 3               | 0               | 1               | 0               | 0               |
| 12 | Tomasz Kuszczak     | West Bromwich Albion | 23.03.1982        | 0               | 0               | 0               | 0               | 0               |
| 22 | Lukasz Fabianski    | Legia Varsovie       | 18.04.1985        | 0               | 0               | 0               | 0               | 0               |
| Défenseurs |                     |                      |                   |                 |                 |                 |                 |                 |
| 2 | Mariusz Jop         | FK Moscou            | 03.08.1978        | 1               | 0               | 0               | 0               | 0               |
| 3 | Seweryn Gancarczyk  | Metalist Kharkiv     | 22.11.1981        | 0               | 0               | 0               | 0               | 0               |
| 4 | Marcin Baszczynski  | Wisła Cracovie       | 07.06.1977        | 3               | 0               | 0               | 0               | 1               |
| 6 | Jacek Bak           | Al Rayyan Club       | 24.03.1973        | 3               | 0               | 1               | 0               | 0               |
| 14 | Michal Zewlakow     | RSC Anderlecht       | 22.04.1976        | 3               | 0               | 1               | 0               | 0               |
| 17 | Dariusz Dudka       | Wisła Cracovie       | 09.12.1983        | 1               | 0               | 0               | 0               | 0               |
| 18 | Mariusz Lewandowski | Chakhtior Donetsk    | 18.05.1979        | 2               | 0               | 0               | 0               | 0               |
| 19 | Bartosz Bosacki     | Lech Poznań          | 20.12.1975        | 2               | 2               | 0               | 0               | 0               |
| Milieux de terrain |                     |                      |                   |                 |                 |                 |                 |                 |
| 5 | Kamil Kosowki       | Southampton          | 30.08.1977        | 1               | 0               | 0               | 0               | 0               |
| 7 | Radoslaw Sobolewski | Wisła Cracovie       | 13.12.1976        | 2               | 0               | 1               | 1               | 0               |
| 8 | Jacek Krzynówek     | Bayer Leverkusen     | 15.05.1976        | 3               | 0               | 1               | 0               | 0               |
| 10 | Miroslaw Szymkowiak | Trabzonspor          | 12.11.1976        | 2               | 0               | 0               | 0               | 0               |
| 13 | Sebastian Mila      | Austria Vienne       | 10.07.1982        | 0               | 0               | 0               | 0               | 0               |
| 15 | Euzebiusz Smolarek  | Borussia Dortmund    | 09.01.1981        | 3               | 0               | 1               | 0               | 0               |
| 16 | Arkadiusz Radomski  | Austria Vienne       | 27.06.1977        | 3               | 0               | 1               | 0               | 0               |
| 20 | Piotr Giza          | KS Cracovia          | 28.02.1980        | 0               | 0               | 0               | 0               | 0               |
| Attaquants |                     |                      |                   |                 |                 |                 |                 |                 |
| 9 | Maciej Zurawski     | Celtic Glasgow       | 12.09.1976        | 3               | 0               | 0               | 0               | 0               |
| 11 | Grzegorz Rasiak     | Southampton          | 12.01.1979        | 1               | 0               | 0               | 0               | 0               |
| 21 | Ireneusz Jeleń      | Wisła Płock          | 09.04.1981        | 3               | 0               | 0               | 0               | 0               |
| 23 | Paweł Brożek        | Wisła Cracovie       | 21.04.1983        | 3               | 0               | 0               | 0               | 0               |
| Sélectionneur |                     |                      |                   |                 |                 |                 |                 |                 |
| | Paweł Janas         |                      | 04.03.1953        |                 |                 |                 |                 |                 |
| Réserve Joueurs qui n'ont pas participé au stage d'entraînement mais qui pouvaient faire office de remplaçants jusqu'au 8 juin |                     |                      |                   |                 |                 |                 |                 |                 |
| Non communiquée |                     |                      |                   |                 |                 |                 |                 |                 |
| Blessé Joueur initialement annoncé dans l'équipe nationale pour la coupe du monde mais remplacé avant le 8 juin                |                     |                      |                   |                 |                 |                 |                 |                 |
| M | Damian Gorawski     | FK Moscou            | 04.01.1979        |                 |                 |                 |                 |                 |

## Compétition

### Buteurs
| Classement | Nom             | But(s) |
| 1          | Bartosz Bosacki | 2      |